# Simon Sound
Simon Sound is een handpop die voorkomt in het kinderprogramma Sesamstraat. In het originele, Amerikaanse Sesame Street draagt hij de naam Simon Soundman of Simon the Sound Man.
Het personage is in staat geluiden na te bootsen. Wanneer hij spreekt, stoot hij deze geluiden geregeld uit, ter vervanging van gebruikelijke woorden. Als hij naar een bouwmarkt gaat, vraagt hij bijvoorbeeld niet letterlijk om een zaag, maar brengt hij in plaats van het woord 'zaag' het zagende geluid van dit werktuig ten gehore. Om te begrijpen wat Simon probeert te vertellen moeten zijn gesprekspartner, én de kijkers, dan zijn geluiden herkennen.

## Acteurs
Simon Sound werd gespeeld door poppenspeler Jerry Nelson. Zijn Nederlandse stem wordt ingesproken door Wim T. Schippers.